# راي شانون
راي شانون (بالإنجليزية: Ray Shannon)‏ هو عالم بقشريات الأجنحة وعالم حشرات نيوزيلندي، ولد في 1 يوليو 1917، وتوفي في 7 يونيو 2008.